# بسام الفليح
بسام الفليح، شاعر وكاتب صحفي سعودي مقيم في العاصمة الرياض. عرف بتعاونه مع بعض المغنين السعوديين.

## النشأة
ولد بسام بن سليمان بن فليّح العنزي في مدينة الرياض، والده هو الأديب السعودي والكاتب الصحفي سليمان الفليح، صاحب زاوية هذرولوجيا في صحيفة الجزيرة. بدأ كتابة الشعر وهو في العاشرة من عمرة، وكانت قراءاته الأولى للشعراء الصعاليك وقد تأثر بهم وبأشعارهم. تأثر بوالده الشاعر سليمان الفليح، ونشر أول قصيده له وهو في سن الثامن عشر في مجلة فواصل عام 1998 م.

## نبذة عن الشاعر
يكتب عامود أسبوعي في صحيفة الشرق السعودية، ويعتبر شاعر متنوع يكتب القصيدة بكل مقوماتها ويعتبر من شعراء الحداثة المجددين في القصيدة الشعبية، يكتب القصيدة بشقيها العامودي والتفعيلة. ترجمت قصائدة الي اللغة الأنجليزية وكتب عنه الكثير من النقاد عن تجربتة الشعرية كما وصفه الشاعر المصري صالح الغازي أن الشاعر بسام الفليّح أشبه بـ (لاعب النار والنرد !!).
أنتج عدة دوايين في مسيرته، بداية من ديوان تذكريني عام 2003. عمل الناقد المصري صالح الغازي دراسة كاملة عن ديوانه (شيء ما). وعملت الأديبة الأماراتية مديرة قسم العلاقات الثقافية بجامعة الأمارات العربية المتحدة شيخة الجابري دراسة خاصة عن قصيدة «القناديل».
ديوانه الثاني «أنسام» صدر في أبريل 2006، وكانت جميع القصائد مسجلة بطريقة الامسيات الشعرية. عمل مع الفنان طلال سلامة من خلال قصيدة بعنوان «يا قلب» وكذلك مع الفنانة منى أمارشا في أغنية بعنوان«نسينا ما كلنيا» من ألحان البحريني بدر الذوادي.

## أعماله

### الأعمال الأدبية
- صدر لة ديوانة الأول (تذكريني) عام 2003 م
- صدر لة ديوانة الثاني المسموع (أنسام) عام 2006 م
- صدر لة ديوانة الثالث والأول كديوان مقروء (شيء ما) عام 2011.[7]
- ديوان أوراق الولد البدوي 2015

### الأمسيات الشعرية
- أمسية الأردن عام 2009 م
- أمسية مهرجان صلالة عام 2009
- مهرجان أبها 2010 م

### الأعمال المرئية
- صور قصيدة (أرواحنا لجلك) عام 2005 بطريقة الفيديو كليب وبثت علي الكثير من القنوات العربية والخليجية
- صور قصيدة تذكريني عام 2006
- صور أوبريت (سيوف العز) عمل وطني 2007
- صور قصيدة (ياملكنا) بمناسبة عودة خادم الحرمين الشريفين إلى أرض الوطن

## روابط خارجية
- لقاء بسام الفليح على برنامج مرامس على يوتيوب
- لقاء برنامج (أفاق ثقافية) على القناة الأخبارية على يوتيوب
- أرواحنا لجلك كليب على يوتيوب
- أمسية الأردن على يوتيوب
- أمسية صلالة على يوتيوب
- صحيفة أيلاف بسام الفليح